# Ferrería de Apulco
Ferrería de Apulco es una localidad de México localizada en el municipio de Metepec en el estado de Hidalgo.

## Toponimia
Del náhuatl, Apulco o a-pol-co; atl, agua, poloa, perderse, co, final: Lugar en que se pierde el agua.

## Geografía
Se encuentra en la región geográfica de la Sierra de Tenango; a la localidad lecorresponden las coordenadas geográficas 20° 18’ 06.46” de latitud norte y 98° 20’ 42.544” de longitud oeste, con una altitud de 2134 m s. n. m. Cuenta con un clima templado subhúmedo con lluvias en verano, de humedad media.
En cuanto a fisiografía se encuentra en la provincia de la Eje Neovolcánico, dentro de la subprovincia de Sierras y Llanuras de Querétaro e Hidalgo; su terreno es de meseta. En lo que respecta a la hidrografía se encuentra posicionado en la región del Pánuco, dentro de la cuenca el río Moctezuma, y en la subcuenca del río Metztitlán.

## Demografía
En 2020 registró una población de 723 personas, lo que corresponde al 5.53 % de la población municipal. De los cuales 340 son hombres y 383 son mujeres.
| Gráfica de evolución demográfica de Ferrería de Apulco entre 1900 y 2020 |
|                                                                          |
| Población registrada por los censos y conteos del INEGI.                 |